# Домінік Мосеану
Домінік Мосеану  (англ. Dominique Moceanu, 30 вересня 1981) — американська гімнастка, олімпійська чемпіонка.
В 2012 году был Moceanu профилированные в 20/20 серии АВС.

## Виступи на Олімпіадах
| Олімпіада    | Дисципліна        | Місце              |
| ------------ | ----------------- | ------------------ |
| Атланта 1996 | абсолютний залік  | 9                  |
| Атланта 1996 | командний залік   | 1                  |
| Атланта 1996 | вільні врави      | 4                  |
| Атланта 1996 | опорний стрибок   | 48T (кваліфікація) |
| Атланта 1996 | різновисокі бруси | 11 (кваліфікація)  |
| Атланта 1996 | колода            | 6                  |